# Bundesstraße 503
Die Bundesstraße 503 (Abkürzung: B 503) ist eine deutsche Bundesstraße in Schleswig-Holstein. Sie führt auf dem Westufer der Kieler Förde von der Landeshauptstadt Kiel nach Norden in den Dänischen Wohld.

## Überblick
- Länge: 13,1 km
- Anfangspunkt: Kiel
- Endpunkt: Sprenge (Schwedeneck)

## Verlauf
- Kiel, an der B 76 (0,0 km)
  - DTV 40.000 bis 44.000 Kfz/24h, SV-Anteil 2,6 Prozent.[1] Zwischen Kiel-Wik K15 und Kiel-Projensdorf, K10 ist die einzige in Betrieb befindliche Dauerzählstelle der B 503, hier werden 45.000 Kfz/24h und 1100 Fz/24h Schwerverkehr (Stand 2018) ermittelt.[2]

- K22, Immelmannstraße, Kiel-Holtenau
  - DTV 45.000 Kfz/24h[1]
- K5, Boelckestraße, Kiel-Flughafen (4,6 km)
  - DTV 31.000 Kfz/24h[1]
- K17/K18, Fördestraße, Altenholzer Straße
  - DTV 14.000 Kfz/24h[1]
- K5 Uhlenhorster Weg Kiel-Pries
- K18/K19, Dänischenhagen (9,8 km)
  - DTV 5.000 Kfz/24h, SV-Anteil 1,7 %[1]
- L45, Sprenge (13,1 km)

## Geschichte/Weiteres
Die Bundesstraße 503 wurde im Zuge der Olympischen Spiele 1972 als Zubringer für die Wettkampfstätten in Kiel-Schilksee realisiert. Sie geht heute im Gemeindegebiet von Schwedeneck in die L 45 über, in Krusendorf geht diese in die L 285 über, die kurz vor Eckernförde an die Bundesstraße 76 angeschlossen ist.
Im Rahmen der Baumaßnahmen entstand parallel zur als Eisengitter-Tragwerk erstellten Prinz-Heinrich-Brücke eine zweite Überquerung des Nord-Ostsee-Kanals, die autobahnähnlich ausgebaut war. Die historische Brücke diente dann als Gegenfahrbahn, bis sie Anfang der 1990er Jahre wegen Baufälligkeit durch einen Neubau ersetzt wurde.
Im Kieler Stadtgebiet führte die Bundesstraße als Westring bis an die Eckernförder Straße, im Zuge des Neubaus der B 76 wurde jedoch der gesamte Westring zur Kreisstraße K 10 herabgestuft, sodass die B 503 heute am Holstein-Stadion endet und dort in die neue B 76 einmündet.